# Stavěcí klíč

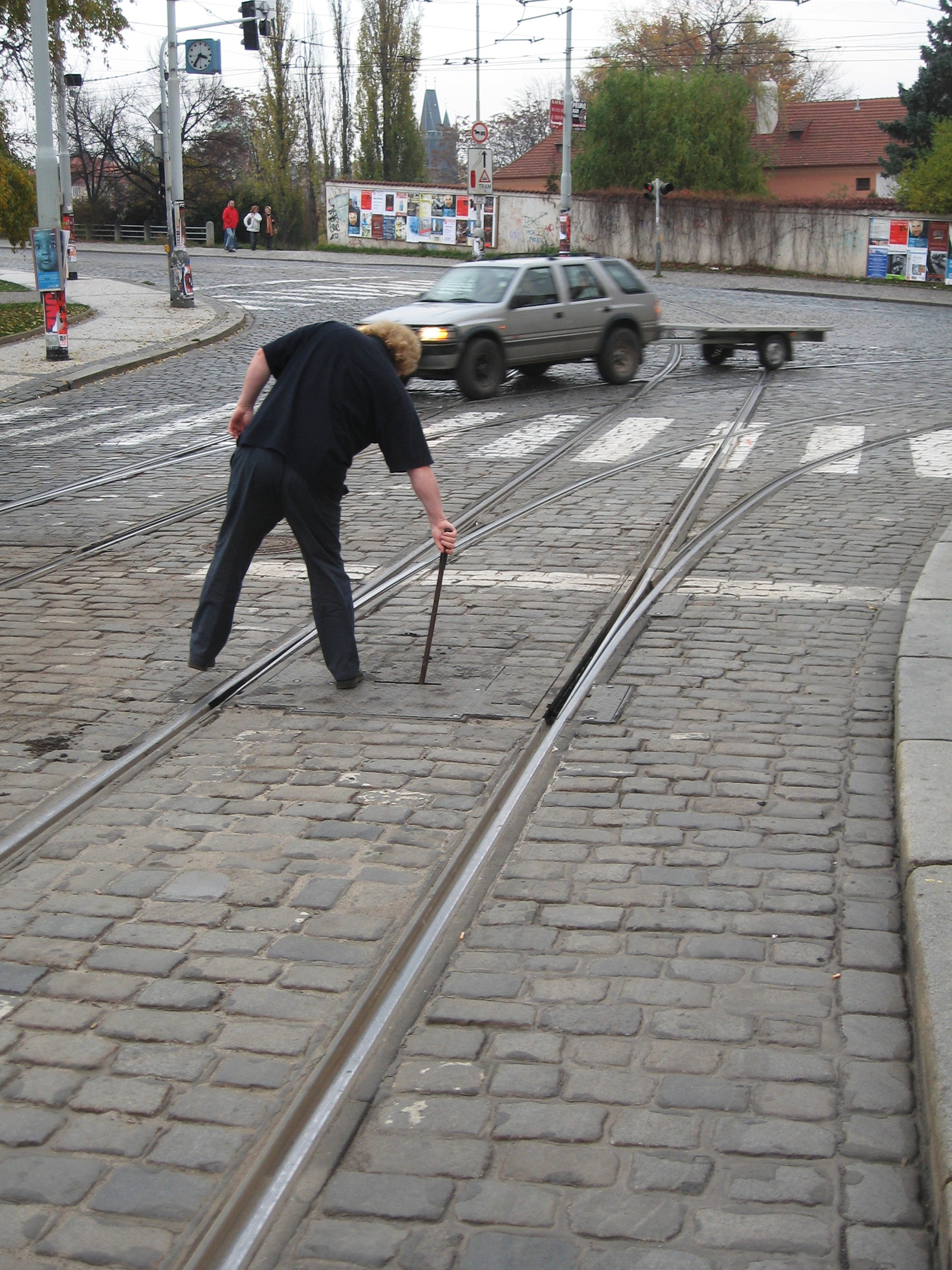
Přestavování uzamykatelné výhybky stavěcím klíčem vsunutým do přestavníkové skříně

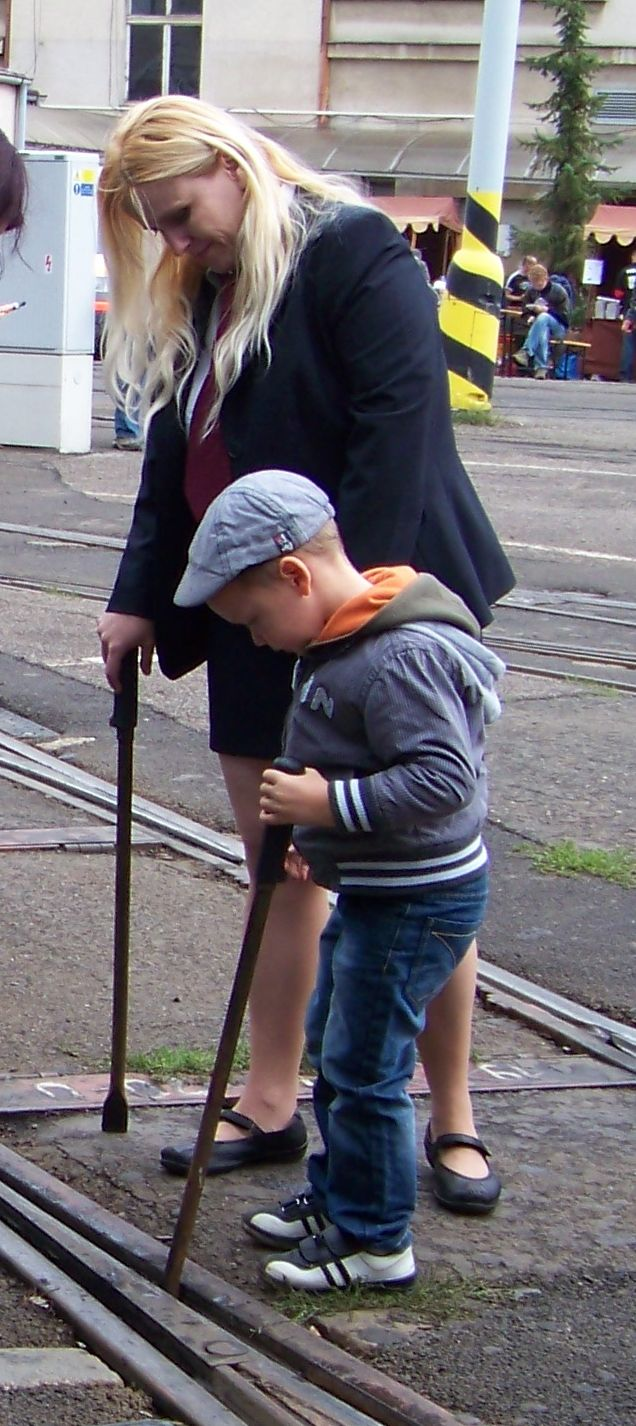
Nácvik přestavování pružinové výhybky na dni otevřených dveří pražského dopravního podniku

Stavěcí klíč (též stavěcí tyč či výhybková tyč, běžným slangem tágo, žertovným slangem například velký šroubovák nebo rovnák na vohejbák, regionálně též balda nebo vekslbalda) je železná tyč s plochým koncem a s rukojetí, která slouží k ručnímu přestavování tramvajových výhybek. Tvarem se podobá klasickému šroubováku, ale je větší, asi půl až tři čtvrtě metru. Používá se u výhybek, které nemají automatické ovládání, nebo pokud automatické přestavování výhybky z nějakého důvodu selže. 
Starší, pružinové výhybky se přestavují tak, že se hrot stavěcího klíče opře do dna jedné z prohlubní v kolejnicovém žlábku výměny a tlakem na rukojeť se jazyky pákovým pohybem odtlačí do požadované polohy. U uzamykatelných výhybek se stavěcí klíč zasouvá do k tomu určené kapsy v přestavníkové skříni uprostřed mezi kolejnicemi a obdobným pohybem se pohne s celou kapsou ve směru pohybu jazyků. U výhybek vybavených pro obsluhu výhybkářem a u zajišťovacích výhybek může být ovládací mechanismus vyveden též mimo průjezdní profil. 
V případě uzamykatelné výhybky, která není vybavena návěstidlem uzamčení nebo u které návěstidlo nesignalizuje uzamčení, musí řidič před tím, než vjede na výhybku ve směru proti hrotům, stavěcím klíčem přezkoušet, zda je výhybka uzamčena, a to tak, že se pokusí odtlačit jazyk výhybky od opornice stavěcím klíčem v místě nejblíže možném k hrotu jazyka nebo v místě k tomu určeném.
Stavěcí klíč lze použít též pro čištění kolejových žlábků zanesených nečistotami (společně s výhybkovým košťátkem), pro odjišťování brzdičů a k řadě dalších účelů, u tramvají typu Tatra T3 například k nasazení vypadlých skládacích dveří pro cestující. 
Stavěcí klíč je součástí povinného vybavení tramvajového vlaku. U starších typů tramvají se obvykle ukládá do pochvy (toulce) umístěné zvenku v čelní části tramvajového vozu. V novějších vozech typu Škoda 14T a 15T se stavěcí klíč ukládá do speciálního držáku u dveří v kabině řidiče. Rukojeti bývaly původně dřevěné, nověji se používají plastové.
Stavěcí klíče pro tramvaje vyrábí a dodává například Pražská strojírna a. s.